# Boeing 777
Die Boeing 777 oder Triple Seven (deutsch Dreifach-Sieben) ist ein zweistrahliges Großraum-Langstreckenflugzeug von Boeing für 300 bis 550 Passagiere. Sie ist das größte zweistrahlige Verkehrsflugzeug der Welt und durch die ETOPS-Zertifizierung auch auf Interkontinentalstrecken wirtschaftlich einsetzbar. Die Varianten der Boeing 777 unterscheiden sich in Länge und Reichweite deutlich. Der Erstflug der Grundversion Boeing 777-200 fand am 12. Juni 1994 statt. Mit der Boeing 777 vergleichbar sind die Airbus-Modelle A330 und A350 sowie die Boeing 787. Mit Stand Ende Juli 2025 wurden 1763 von 2382 bestellten Flugzeugen dieses Typs ausgeliefert.

## Geschichte
Die Überlegungen zum Bau der 777 begannen 1986, als Boeing gute Chancen sah, einen Ersatz für die Lockheed L-1011 TriStar und die McDonnell Douglas DC-10 anbieten zu können. Viele Exemplare dieser beiden Modelle waren bereits in den frühen 1970er Jahren als erste Generation von Großraumflugzeugen neben der Boeing 747 und dem Airbus A300 in Dienst gestellt worden. Von Beginn an konzentrierte sich die Entwicklung auf die Boeing 767 als Ausgangspunkt. Die 767 mit ihrem Rumpfdurchmesser von 5,03 m war im Vergleich zur 747 mit 6,49 m, zur A300 mit 5,64 m und zur DC-10 mit 6,02 m kein wirkliches Großraumflugzeug. Boeing war jedoch überzeugt, dass diese Größe für den vorwiegend angepeilten inneramerikanischen Markt am besten geeignet sei.
Das Projekt erhielt die Bezeichnung 767-X. Zum Erreichen der größeren Passagierkapazität sah Boeing zusätzliche Rumpfsegmente, stärkere Triebwerke und eine größere Flügelspannweite mit Winglets vor. In den folgenden beiden Jahren trieb Boeing die Projektierung voran, bei der Vorstellung lehnten jedoch die Hauptkunden American Airlines und United Airlines den Vorschlag ab.
Daraufhin wurden unterschiedliche verbesserte Entwürfe ausgearbeitet, darunter auch bizarre Konzepte wie die Kombination einer gestreckten 767-300 mit einem Teil des 757-Rumpfes, der auf den oberen hinteren Rumpfteil der 767 aufgepflanzt werden sollte. Vor dem Hintergrund der sich abzeichnenden Konkurrenz der moderneren Entwicklungen bei McDonnell Douglas (MD-11) und vor allem durch Airbus (A330 und A340) beschloss das Produktentwicklungsteam im Oktober die endgültige Abkehr von den bisherigen Konzepten und begann eine vollständige Neuentwicklung.
Dabei befand der Hersteller eine zweistrahlige Auslegung in den operativen Kosten als 10 % günstiger als ein dreistrahliges und als 30 % günstiger als ein vierstrahliges Modell. Nach den Berechnungen des Entwicklungsteams waren Triebwerke mit einem Schub von umgerechnet 311 bis 356 kN notwendig, die zum damaligen Zeitpunkt aber noch nicht verfügbar waren. In die endgültige Auslegung bezog Boeing die Luftfahrtgesellschaften als potenzielle Kunden mit ein.

### ETOPS-Forderung

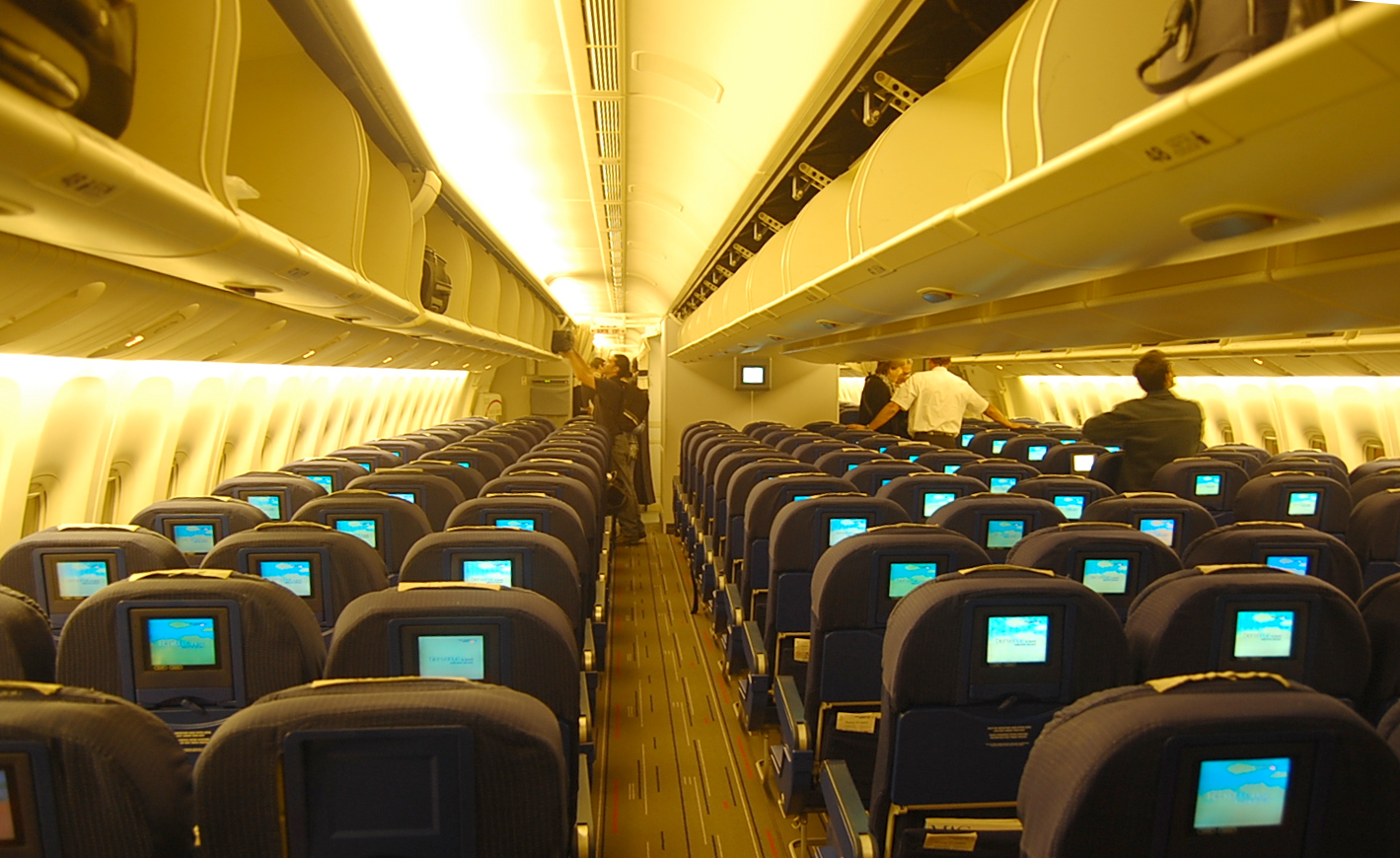
Kabine einer Boeing 777

Dieses Konzept hatte jedoch die Konsequenz, dass die zum Teil weit auseinanderliegenden Anforderungen der verschiedenen Gesellschaften berücksichtigt werden mussten. Hier stach besonders die Forderung von United Airlines heraus, die einen Non-Stop-Flug bei maximalem Abfluggewicht vom hochgelegenen Denver (Colorado) nach Honolulu (Hawaii) verlangten. Dies bedeutete, dass vom Tag der Indienststellung an Langstreckenüberwasserfähigkeit ETOPS verlangt wurde.

### United als Erstkunde
Im Herbst 1990 fand der Entscheidungsprozess von United zum Ersatz der veralteten DC-10 seinen Abschluss. Drei Zellenhersteller und drei Triebwerksbauer trugen ihre Vorschläge bei einem gemeinsamen Treffen vor. Airbus präsentierte die A330 und McDonnell Douglas die MD-11. Das Team von United verbrachte siebzig Stunden mit Verhandlungen und gab seine Entscheidung am 14. Oktober bekannt. Vom technischen Standpunkt her war das Projekt von Boeing, das jetzt Boeing 777 genannt wurde, der Sieger. Finanziell gesehen lag der Airbus A330 vorne.
Um diesen Konflikt zu lösen, verfasste James Guyette, der Vizepräsident von United, einen handgeschriebenen Vertragszusatz, der das mehr auf Airbus orientierte Lager von den Vorzügen der 777 überzeugen sollte. Darin wies er vor allem auf das Working-Together-Konzept hin, das nur mit Boeing umsetzbar sei. Am 15. Oktober 1990 wurde daraufhin von United eine Absichtserklärung verfasst, die die feste Bestellung und eine Optionserklärung für jeweils 34 Maschinen umfasste. Boeing gründete unmittelbar danach die 777 Division of Boeing Commercial Airplane und ernannte Phil Condit als deren Geschäftsführer (General Manager), der 1992 von Alan Mulally abgelöst wurde.

### Bereitstellung der Produktionskapazität

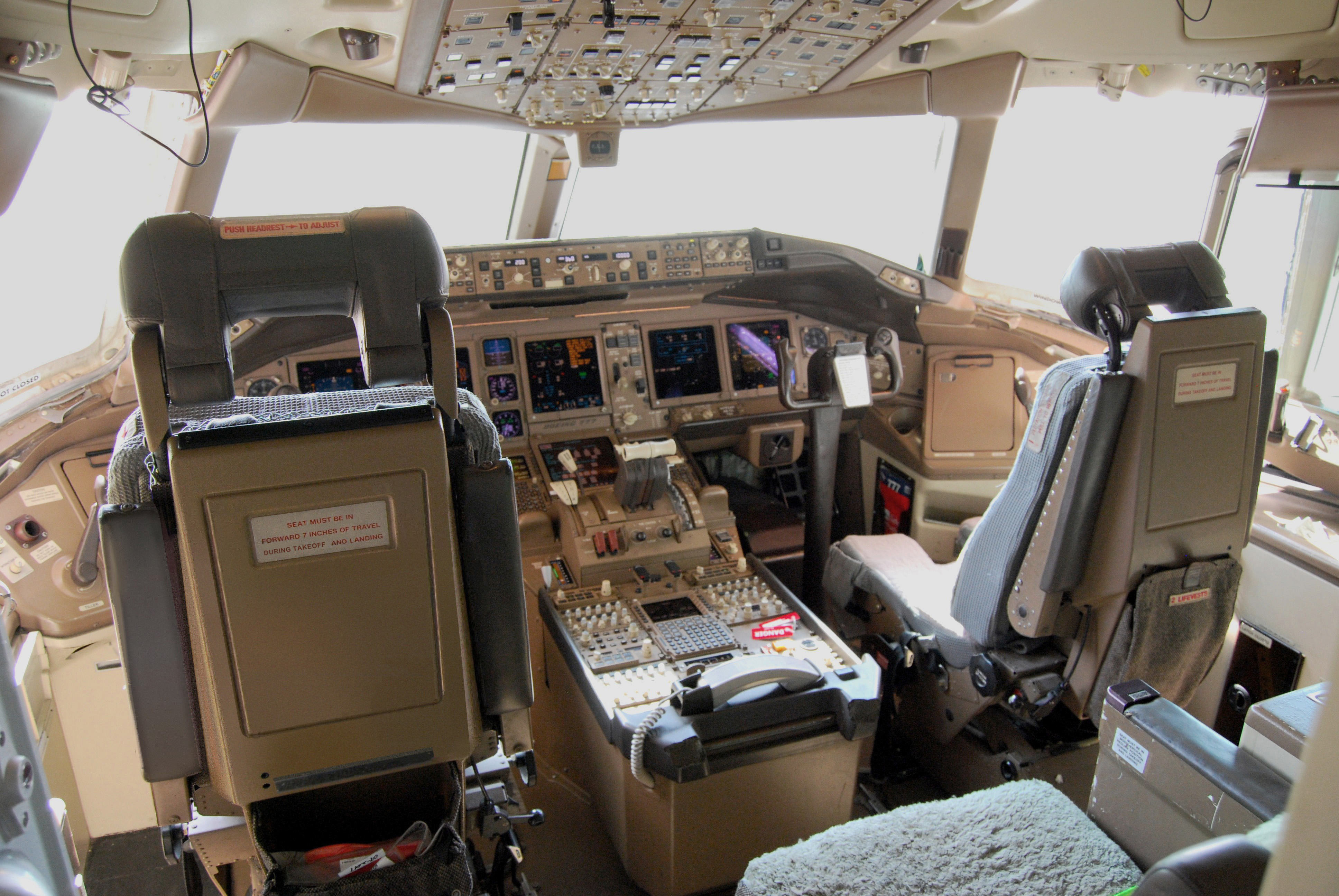
Cockpit der Boeing 777

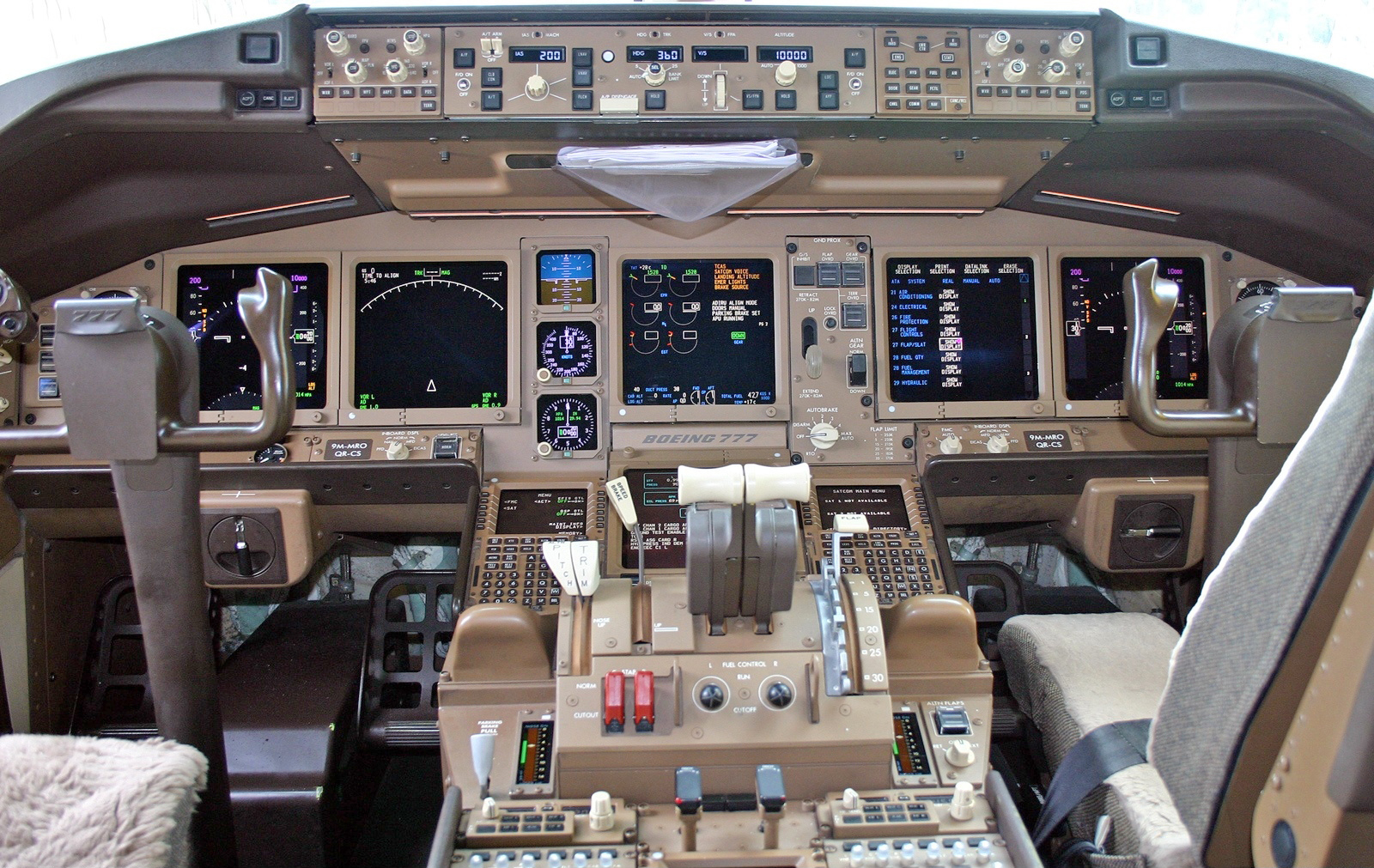
Cockpit der Boeing 777 mit dem Kennzeichen 9M-MRO, 2004

1990 begannen die Vorbereitungen für eine deutliche Erhöhung der Produktionskapazitäten im Boeing-Werk in Everett. Die 390.000 m² Grundflächenerweiterung umfasste zwei neue Taktstraßen (40-35 und 40-36) und einen neuen Hangar zum Lackieren der Maschinen. Die Fertigungskapazität betrug damit sieben Maschinen pro Monat. Eine weitere Produktionsstätte für die Verbundwerkstoffteile, aus denen sich das Leitwerk zusammensetzt, wurde mit einer Grundfläche von 39.300 m² in Tacoma (Washington) errichtet.

### Testphase
Am 9. April 1994 wurde das Flugzeug in Everett zum ersten Mal der Öffentlichkeit präsentiert. Diese „Erstvorführung“ wurde alle 30 Minuten wiederholt und dabei mit Rockmusik, einer Laserlichtshow und Trockeneisnebel unterlegt. An diesem Tag hatten über 100.000 Mitarbeiter und ihre Angehörigen Gelegenheit, den Prototyp zu besichtigen. Der Erstflug fand dann am 12. Juni 1994 statt und erreichte mit einer Dauer von 3:48 Stunden einen Rekord für ein neues Flugzeug von Boeing.
In der anschließenden zweijährigen Testphase wurden insgesamt neun Maschinen eingesetzt. Es wurden drei Zelle-Triebwerk-Kombinationen in 6700 Flugstunden zertifiziert. Die Testflüge nahmen damit fast dreimal so viel Zeit in Anspruch, wie dies bei der Zertifizierung der Boeing 767 der Fall war. Alleine die bis dahin einzigartige Forderung nach ETOPS-Fähigkeit von Beginn an erhöhte die notwendige Anzahl der Testmaschinen um 30 %. Boeings erste Priorität während der Testphase richtete sich auf die Zertifizierung der mit PW4084-Triebwerken ausgerüsteten United-Version, wofür fünf der neun Maschinen eingesetzt wurden.
Zunächst wurden nur zwei Varianten angeboten, die Basisvariante Boeing 777-200 und eine Variante mit höherer Reichweite, aber auch höherem Gewicht: die Boeing 777-200IGW, die man später in Boeing 777-200ER umbenannte.

## Technik
Mit der Boeing 777 wurde die Technik teilweise grundlegend verändert. Markante Merkmale sind hierbei:

### Fly-by-wire
Die Boeing 777 ist das erste Flugzeug von Boeing, das mit einer sogenannten Fly-by-wire-Technik ausgestattet ist. Als das Flugzeug geplant wurde, entschied Boeing sich dafür, die üblichen Steuerhörner beizubehalten und nicht, wie bei vielen neu mit Fly-by-wire ausgestatteten Flugzeugen, mit sog. Sidesticks zu arbeiten. Die Technik überwacht u. a. die Fluglage und andere sicherheitsrelevante Informationen, um beispielsweise einem Strömungsabriss vorzubeugen. Generell werden damit demnach sämtliche Befehle der Piloten überprüft und, wenn nötig, korrigiert oder es wird vor Gefahren gewarnt. Aufgrund möglicher Fehlalarme sind die Piloten trotzdem in der Lage, dieses System zu deaktivieren, falls sie es für richtig halten.
Neben dieser Änderung wurde das Cockpitlayout vereinfacht, es weist aber dennoch typische Boeing-Merkmale auf, die bereits bei den Vorgängern ausgeprägt waren, wie zum Beispiel die bräunliche Farbe der Cockpitpanels oder die Gestaltung der Leistungshebel.

### Tragflächen
Die Tragflächen der 777 wurden mit einer Pfeilung von 31,6° sehr kritisch gestaltet, um dem Flugzeug größtmöglichen Auftrieb zu geben und eine Reisegeschwindigkeit von 0,83 Mach zu ermöglichen. Weiterhin sind sie stärker und länger aufgebaut als die Tragflächen vergleichbarer Flugzeuge. Dies ermöglicht eine höhere Nutzlast, eine längere Reichweite, höhere Flughöhen sowie eine verbesserte Startleistung. Durch die enorme Spannweite bot man bei Boeing zunächst auch Klappflügel an, um den Fluggesellschaften Kosten ersparen zu können, wie z. B. durch die Nutzung kleinerer und damit günstigerer Gates, allerdings gab es von keiner Airline eine derartige Bestellung. Es werden keine Winglets verwendet, stattdessen weisen einige Maschinen Raked Wingtips auf, die aerodynamisch einen vergleichbaren Effekt erzeugen, allerdings nach oben und nach hinten gebogene Tragflächenenden sind.

### Rumpf
Insbesondere der Kabinenboden und die Ruder bestehen aus Verbundwerkstoffen, die 9 % des gesamten Rumpfgewichtes umfassen. Der Rumpfquerschnitt ist kreisförmig.

### Fahrwerke

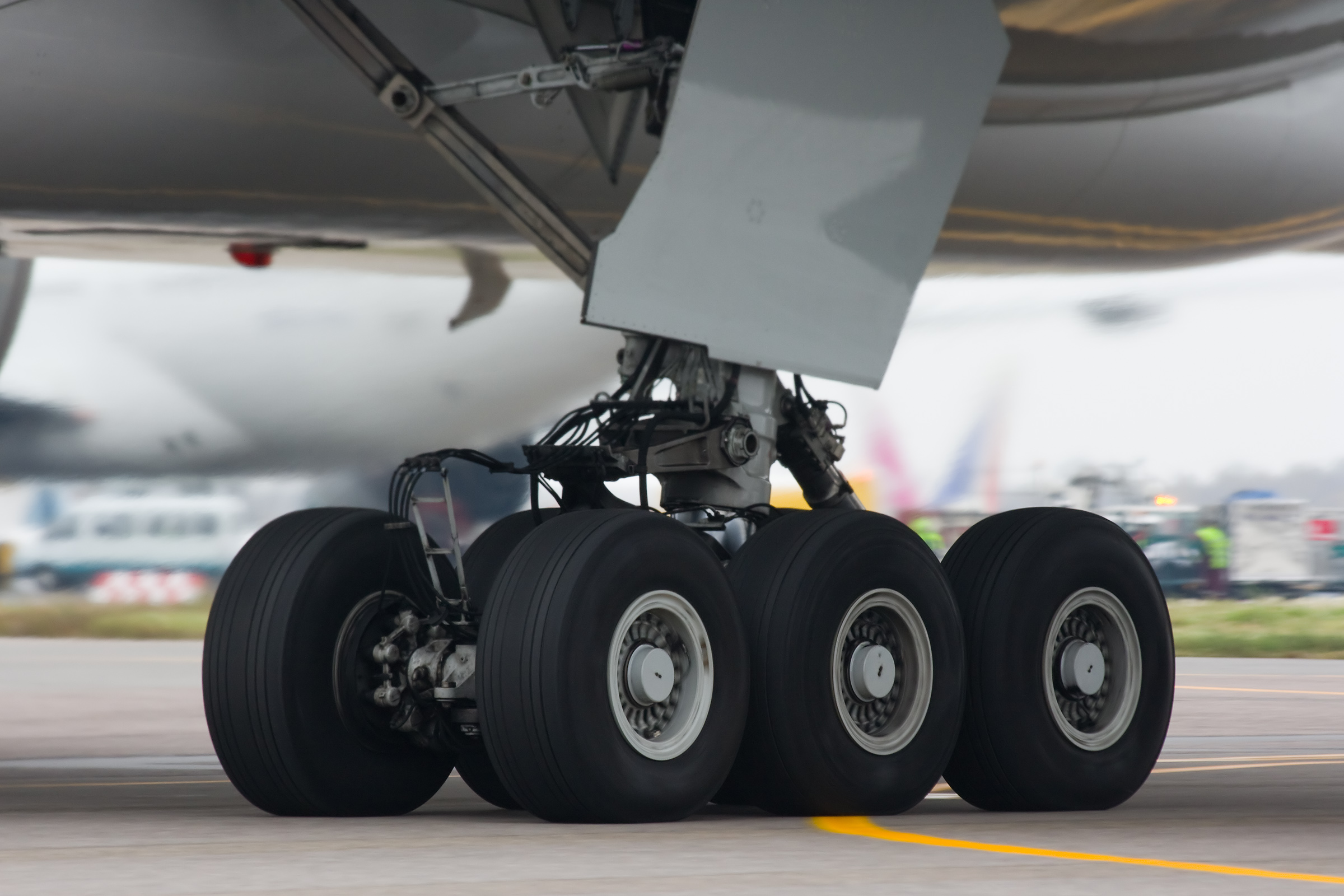
Ein Hauptfahrwerk einer Boeing 777

Bis zur Markteinführung des Airbus A380 waren die beiden Hauptfahrwerke die größten, die jemals bei kommerziellen Jets verwendet wurden. Es gibt zwei dreiachsige Hauptfahrwerke mit jeweils sechs und ein Bugfahrwerk mit zwei Rädern. Die hintere Achse der Hauptfahrwerke ist lenkbar, um engere Kurvenradien zu ermöglichen. Jeder Reifen ist bei einer 777-300ER in der Lage, 29.980 kg zu tragen. Dies ist mehr als z. B. bei einer Boeing 747.

## Varianten

### Boeing 777-100 (Projekt)
Kurzversion des Basismodells 777-200. Gedacht als Konkurrenz zum Airbus A330-200, wurde die 777-100 von möglichen Kunden vorgeschlagen, stieß jedoch nicht auf ausreichendes Interesse. Die Entwicklung wurde eingestellt. Es wurde kein Prototyp fertiggestellt.

### Boeing 777-200

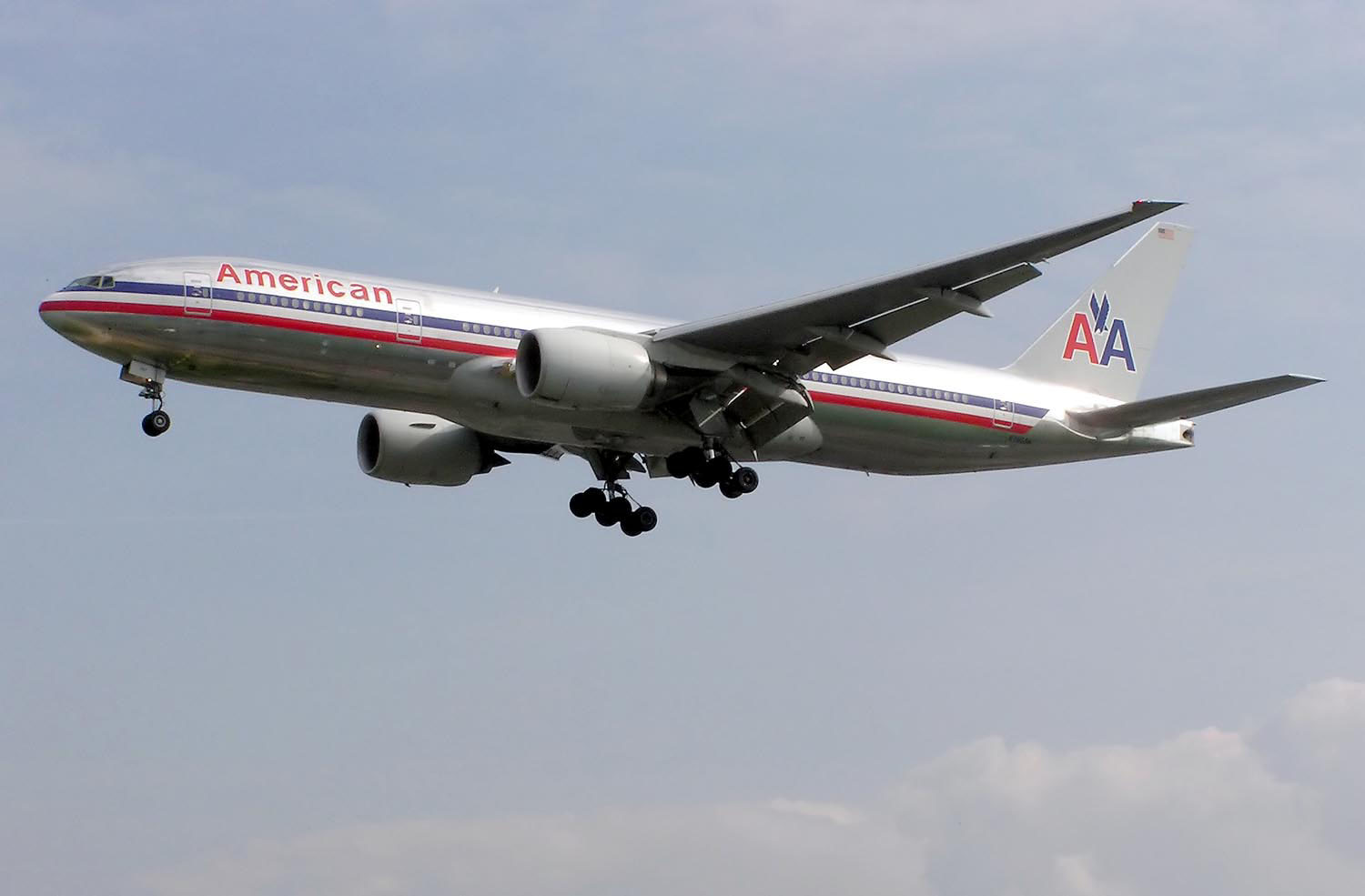
Eine 777-200 der American Airlines

Die 777-200 ist das Basismodell der 777-Familie. Der Erstflug des Prototyps fand am 12. Juni 1994 statt. United Airlines war Erstkunde der Boeing 777 mit 34 Festbestellungen und ebenso vielen Kaufabsichtserklärungen. Erst nach einer weiteren Bestellung (von ANA) wurde das 777-Programm offiziell gestartet. Die 777-200 wurde eine Zeit lang mit einklappbaren Flügelspitzen angeboten. Diese verringern die Größe der am Boden benötigten Parkposition. Da aber niemand diese Option bestellte, wurde sie schnell wieder fallengelassen. Die 777-200 ist für Triebwerke von Pratt&Whitney, Rolls-Royce und General Electric zugelassen. Die Basisvariante der 777 ist ein Langstreckenflugzeug für 305 bis 440 Passagiere, ihre Länge beträgt 63,73 m, ihre Spannweite 60,93 m und ihre Reichweite 9700 km. Eine Startmasse von 263.090 kg macht die 777-200 zu einem schweren Flugzeug, bei dem die Pisten jedoch nicht verstärkt werden müssen. Die erste Maschine wurde im Juni 1995 in Dienst gestellt.
Es wurden 88 Exemplare der 777-200 von zehn Fluggesellschaften bestellt und bis Mai 2007 ausgeliefert.
Der Prototyp der Boeing 777 wurde nach der Erprobung an Cathay Pacific übergeben. Vor der Übergabe wurde er von Pratt&Whitney- auf Rolls-Royce-Triebwerke umgerüstet. Des Weiteren wurden die hochklappbaren Flügelspitzen (zur Reduzierung der Spannweite am Boden) deaktiviert. Damit ist diese Boeing 777 (LN:1 / MSN:27116) die einzige der alten Generation, die über dieses System verfügt. Der Prototyp mit der Registration B-HNL wurde von Cathay Pacific 2018 außer Dienst gestellt und an das Tucson Pima Air & Space Museum gestiftet.

#### Boeing 777-200ER

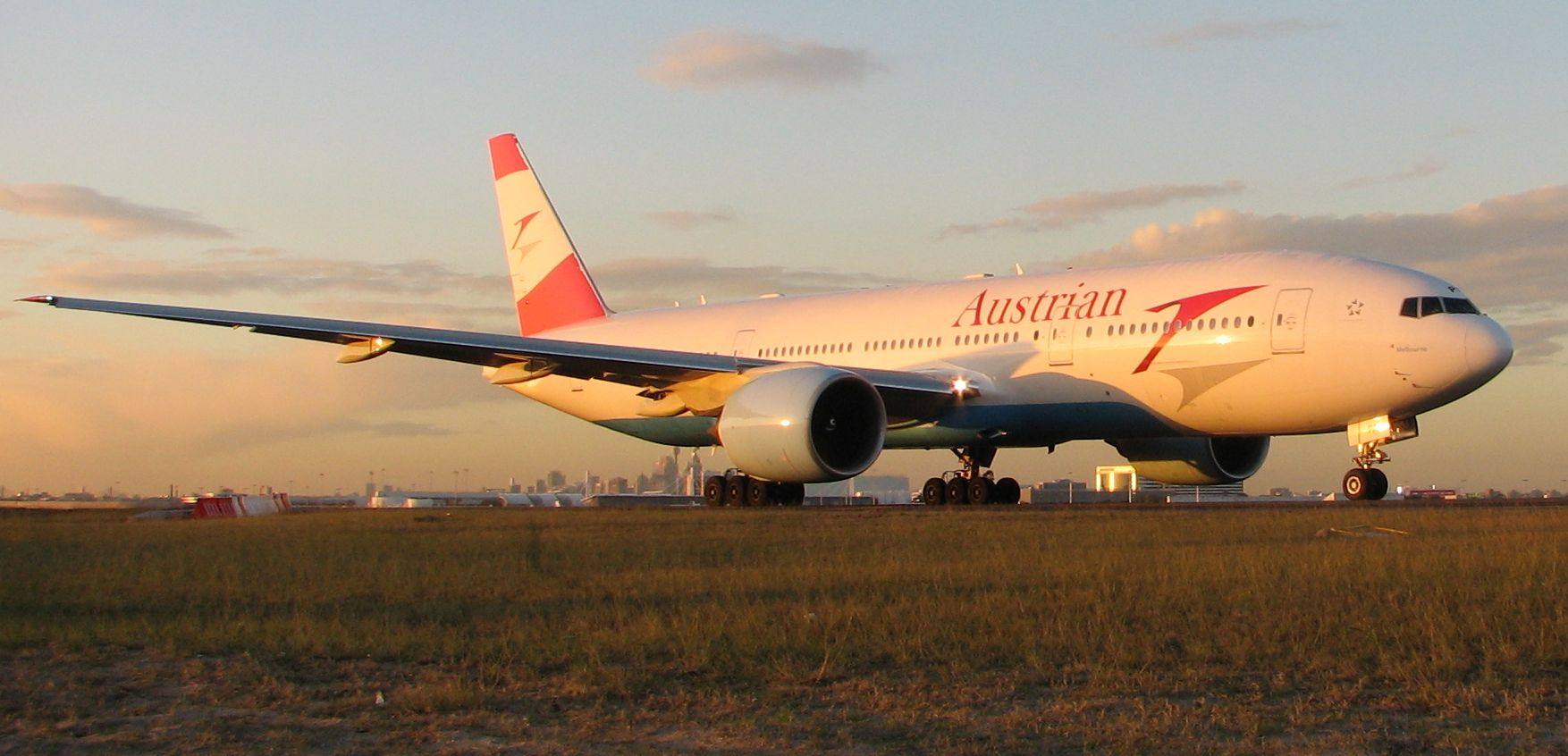
Eine 777-200ER der Austrian Airlines in Sydney

Die 777-200ER ist das Basismodell mit erheblich gesteigerter Reichweite (ER=extended Range).
Die erste 777-200ER stellte British Airways am 9. Februar 1997 in Dienst.
Am 2. April 1997 flog eine neue Boeing 777-200 IGW (IGW für „increased gross weight“ – erhöhtes Startgewicht; später 777-200ER) der Malaysia Airlines im Überführungsflug vom Boeing-Werksflughafen in Everett (Vereinigte Staaten) nach Kuala Lumpur und brach damit den Rekord für den längsten Non-Stop-Flug in Richtung Osten. Die Strecke betrug 20.044 km und die Flugzeit 21 Stunden und 23 Minuten. Sie verlor den Rekord am 10. November 2005 an eine Boeing 777-200LR (siehe unten).
Bis Juli 2013 wurden alle 422 bestellten Exemplare der 777-200ER ausgeliefert. Größter Betreiber ist mit 55 Maschinen (Stand: 2018) United Airlines.

#### Boeing 777-200LR „Worldliner“

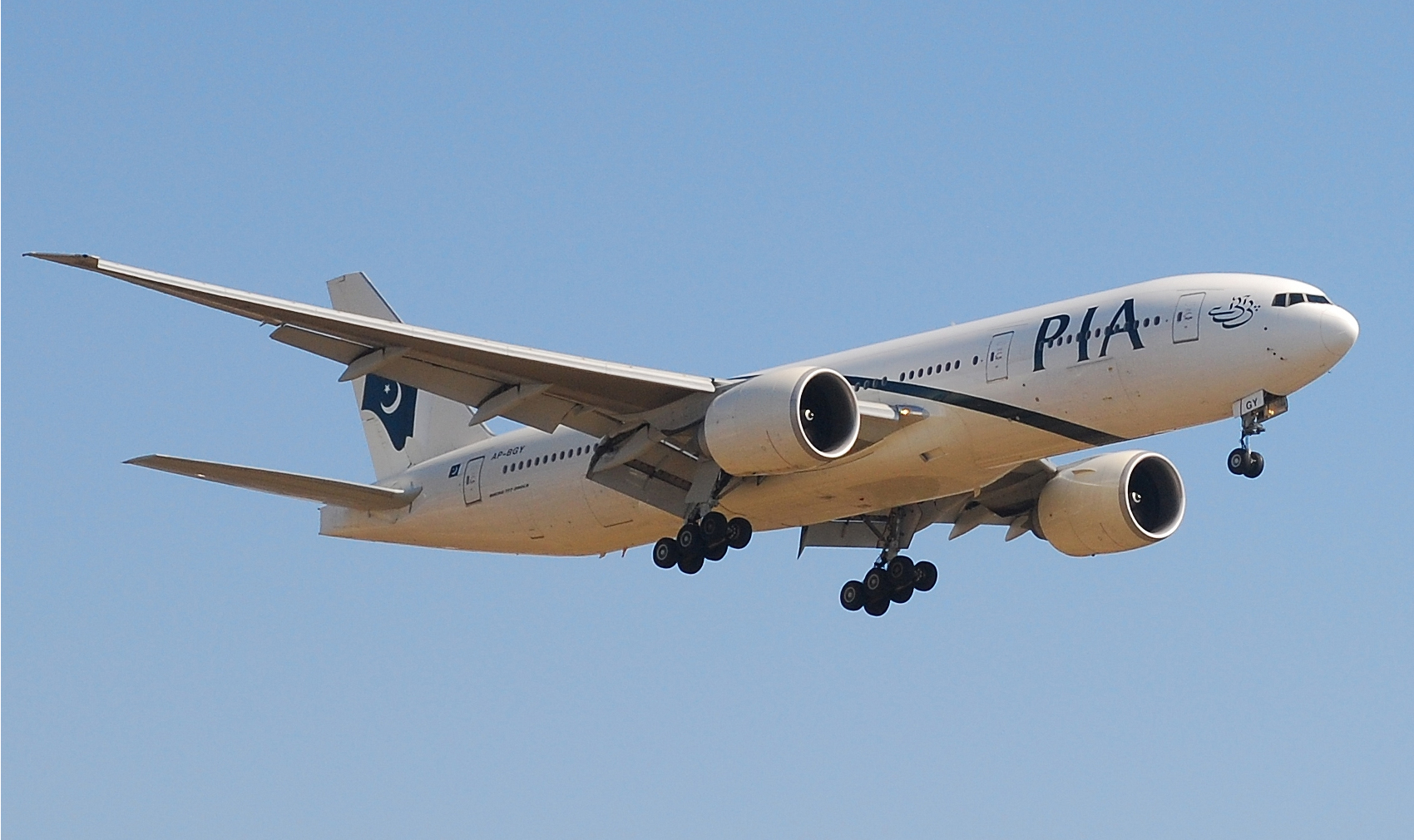
Eine 777-200LR der PIA

Gleichzeitig mit der Boeing 777-300ER wurde im Januar 2000 die Entwicklung der 777-200LR (LR für „longer range“ – größere Reichweite) dieses Typs beschlossen, nach den Ereignissen am 11. September 2001 jedoch zunächst für einige Zeit zurückgestellt. Im August 2004 begann der verzögerte Bau der ersten Boeing 777-200LR, die ihren Roll-Out am 15. Februar 2005 hatte. Der Erstflug fand am 8. März 2005 statt, ein zweiter Prototyp folgte am 24. Mai 2005.
Diese Variante ist für 301 Passagiere bei einer Reichweite von 17.446 km ausgelegt. Damit war die 777-200LR bis 2018 das Zivilflugzeug mit der größten Reichweite und wurde durch die A350ULR vom direkten Konkurrenten Airbus mit einer Reichweite von 17.965 km abgelöst. Die 777-200LR ist ausschließlich mit General-Electric-GE90-Triebwerken erhältlich.
Der Name Worldliner entstand in Anlehnung an den Namen Dreamliner der Neuentwicklung Boeing 787. Während es sich bei dem Begriff Dreamliner um einen neuen Flugzeugtyp handelt, bezeichnet der Begriff Worldliner nur eine Variante der 777-Familie.
Am 9. November 2005 brach der zweite 777-200LR-Prototyp mit 35 Passagieren an Bord von Hongkong in Richtung Osten auf, um über den Pazifik, Nordamerika und den Atlantik nach London zu fliegen. Testpilotin Suzanna Darcy-Hennemann landete am 10. November 2005 um ca. 14:30 Uhr MEZ auf dem Flughafen Heathrow, 22 Stunden und 42 Minuten nach ihrem Start, und stellte mit 21.601 km einen neuen Rekord für den längsten Non-Stop-Flug eines kommerziellen, nichtmilitärischen Flugzeugs auf.
Das erste Flugzeug wurde am 24. Februar 2006 an PIA ausgeliefert. Bis Juni 2021 wurden alle 61 Exemplare der von mindestens elf Fluggesellschaften bestellten 777-200LR ausgeliefert.

#### Boeing 777 Freighter

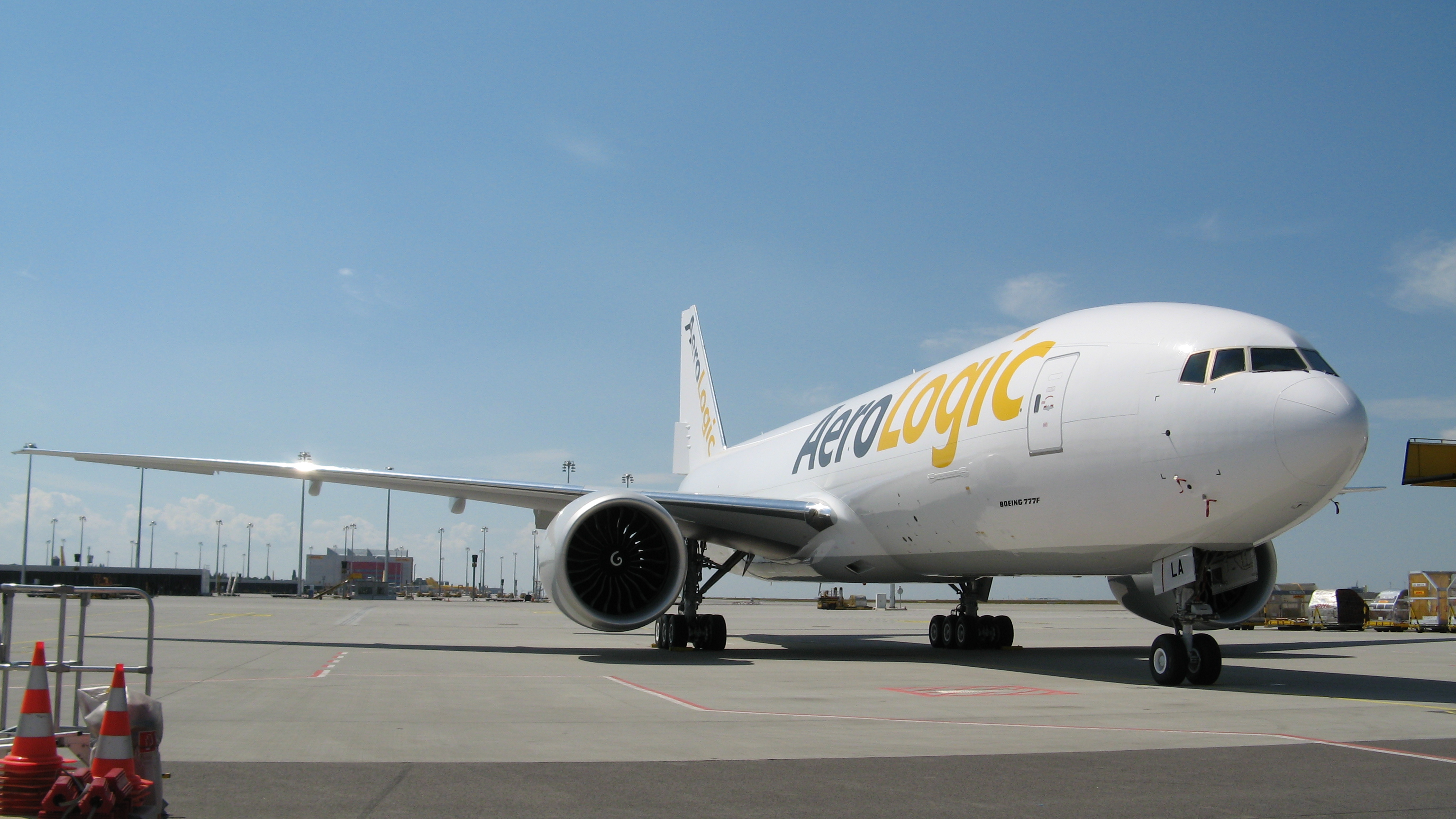
Eine 777F der AeroLogic

Am 15. November 2004 gab Boeing bekannt, auf Basis der 777-200LR auch eine Frachtversion mit großer Frachttür im hinteren Hauptdeck zu entwickeln. Diese 777F genannte Maschine hat bei bis zu 102 Tonnen Nutzlast eine Reichweite von 9070 km. Sie übertrifft damit alle Kennzahlen der alten Boeing 747-200F, außerdem verbraucht sie 18 % weniger Kraftstoff; eine Entwicklung auf Basis der 777-300ER hätte wahrscheinlich sogar in direkter Konkurrenz zur 747-400F gestanden. Der Erstflug fand am 14. Juli 2008 statt, die erste Auslieferung an den Erstkunden Air France am 19. Februar 2009, nachdem die Maschine am 6. Februar 2009 von FAA und EASA die Zulassung erhalten hatte.
Bis Ende Juli 2025 wurden 362 Exemplare der 777F von mindestens fünfzehn Kunden bestellt und 299 Maschinen ausgeliefert. FedEx, einer der weltgrößten Expressdienstleister, hat im November 2006 seine Bestellung von zehn Airbus A380F wegen anhaltender Lieferverzögerungen storniert und 15 Maschinen dieses Typs bestellt. Die deutsche Frachtfluggesellschaft AeroLogic betreibt dreiundzwanzig 777F (Stand: April 2025), deren Kapazitäten im Auftrag von DHL Express und Lufthansa Cargo genutzt werden. Lufthansa Cargo selbst betreibt zwölf 777F, welche ab November 2013 ausgeliefert wurden.

### Boeing 777-300

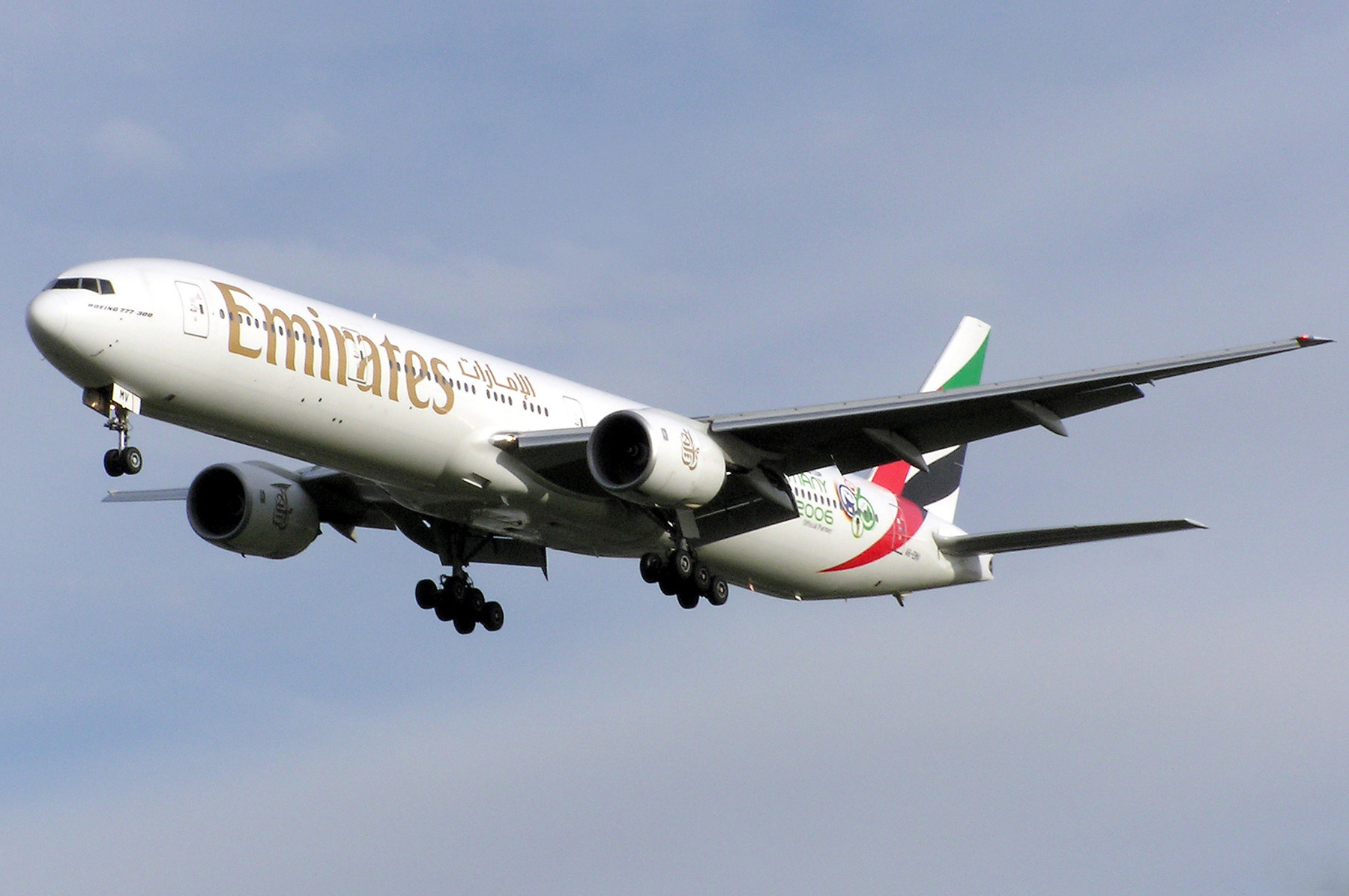
Eine 777-300 der Emirates

Die 777-300, eine um 10,1 m verlängerte Version der 777-200, war von 1997 bis 2002 mit 73,9 m Rumpflänge das längste Verkehrsflugzeug der Welt. Sie wurde vom Airbus A340-600 als solches abgelöst, der wiederum den Rekord an die Boeing 747-8 weitergab.
Mit einer Passagierkapazität von bis zu 550 Sitzplätzen hat die 777-300 vielfach faktisch die Nachfolge der 747 angetreten, etwa in Japan, wo All Nippon Airways und Japan Airlines die Maschinen in Konfigurationen mit 500 Sitzen und mehr betreiben, während alle ihre 747 (typisch bis zu 568 Passagiersitze) mittlerweile außer Betrieb sind.
Die erste 777-300 flog im Oktober 1997 und im Mai 1998 nahm Cathay Pacific die erste 777-300 in Betrieb. Weitere Betreiber dieser Version sind überwiegend asiatische Airlines, wie Japan Airlines, All Nippon Airways, Korean Air, Singapore Airlines, Thai Airways, Emirates.
Es wurden 60 Exemplare der 777-300 von acht Luftfahrtunternehmen bestellt und bis Juli 2006 ausgeliefert.

#### Boeing 777-300ER

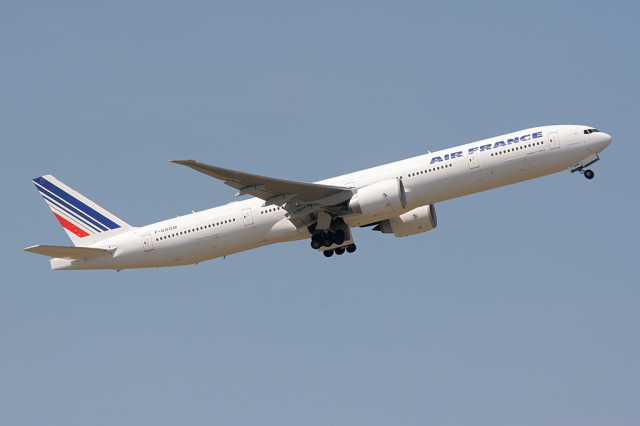
Eine 777-300ER der Air France

Variante der 777-300 mit vergrößerten Tragflächen und zusätzlichen Treibstofftanks für größere Reichweite. Die 777-300ER (ER für „extended range“ – vergrößerte Reichweite) ist das größte und schwerste zweistrahlige Flugzeug. Es wird ausschließlich mit dem GE90-115B von General Electric bestückt, das mit 519 kN Schub das bisher leistungsstärkste zivile Strahltriebwerk ist.
Der erste Prototyp absolvierte seinen Erstflug am 24. Februar 2003, der zweite Prototyp flog erstmals im April 2003. Nachdem sie umfangreiche Testflüge für die Zulassung des Typs absolviert hatten, wurden die beiden Prototypen im Juni 2004 an Japan Airlines abgeliefert.
Die ersten 777-300ER wurden im April 2004 von Air France in Betrieb genommen. Bis Ende Juli 2025 wurden 838 Exemplare von mindestens 35 Fluggesellschaften bestellt und 833 ausgeliefert.

#### Boeing 777-300ERSF

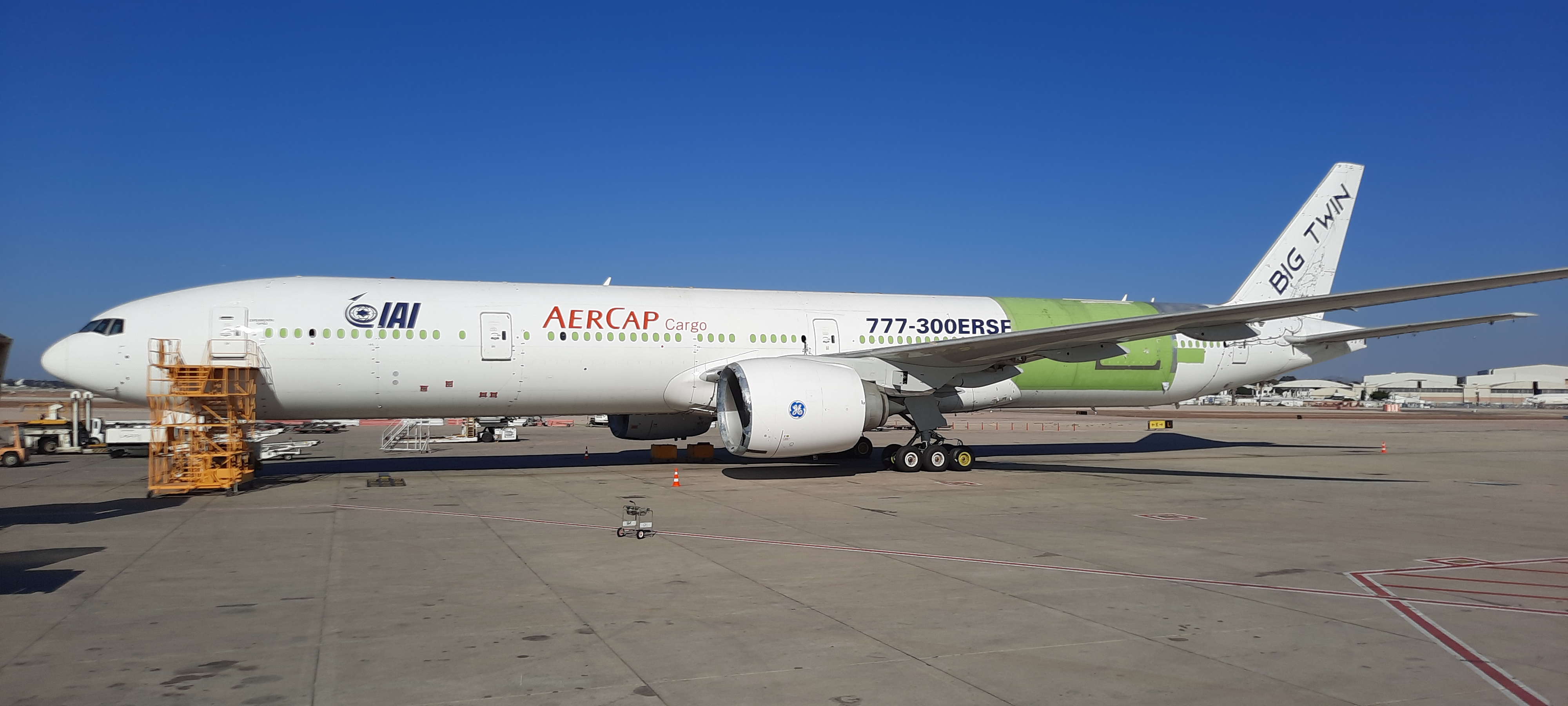
Die B777-300ERSF mit dem Kennzeichen N778CK am Flughafen Ben Gurion in Tel Aviv (20. Januar 2023)

Die Boeing 777-300ERSF (Special Freighter) ist eine von Passagier- in Frachtmaschine umgebaute 777-300ER. Der erste Umbau einer GECAS gehörenden Maschine, die im Jahr 2005 an Emirates (A6-EBB) ausgeliefert und 2020 an den Leasinggeber zurückgegeben wurde, begann im Juni 2020 bei Israel Aerospace Industries (IAI), die bereits Frachtumbauten für die Boeing 737, 747 und 767 anbieten, in Tel Aviv. Die Indienststellung des Prototyps wird für 2022 angestrebt. IAI liegen derzeit 15 Festbestellungen und 15 Optionen von GECAS vor, die nach Umbau an Frachtfluggesellschaften verleast werden sollen.

### Boeing 777X

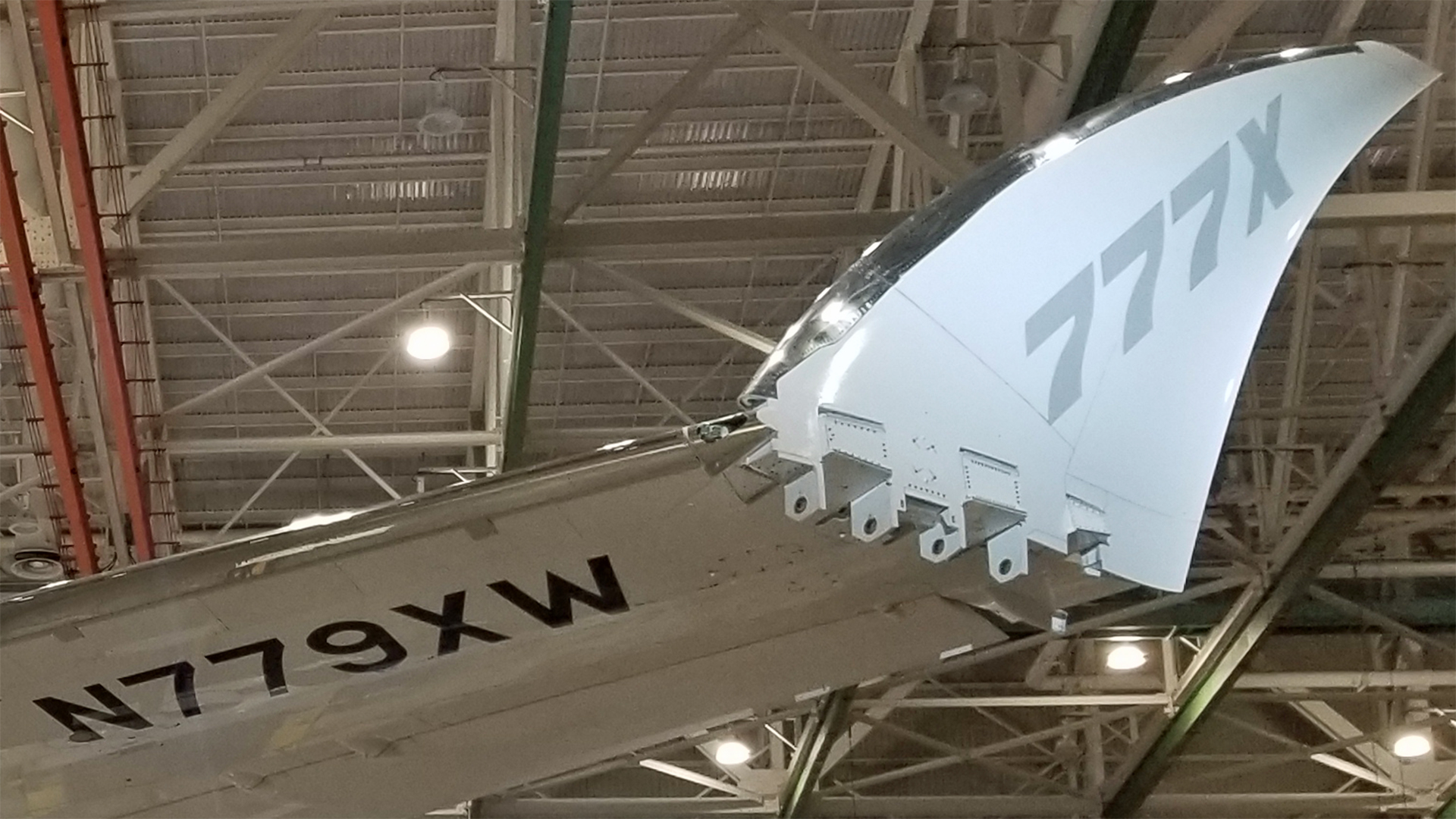
Boeing hat sich beim Design der 777X statt Winglets für eine um sieben Meter vergrößerte Spannweite entschieden, um im Betrieb Treibstoff zu sparen. Damit die Maschine mit dieser Spannweite auf die genormten Stellplätze der Gates passt, können die Tragflächenspitzen hochgeklappt werden.

Anfang 2012 kündigte Boeing an, die Reichweite der 777 weiter zu steigern, um auch Ultralangstrecken wie Sydney–Frankfurt direkt und ohne die bisher obligatorischen Zwischenlandungen bedienen zu können. Dazu soll der derzeitige Treibstoffverbrauch gegenüber der 777-300ER um etwa 15 % gesenkt und die Spannweite auf 71,7 Meter erhöht werden. Die Einführung der anfangs als 777-8LX bezeichneten Version war zunächst für 2020 geplant. Nachdem ursprüngliche Pläne zu einer 777-8X mit leistungsschwächeren Triebwerken und niedrigerem Höchstabfluggewicht aufgegeben worden waren, wurde der dadurch freigewordene Projektname auf die Ultralangstreckenversion übertragen.
Die in der Folge verwendeten Versionsbezeichnungen 777-8X bzw. -9X wurden später auf 777-8 bzw. -9 verkürzt.
Boeing gab Ende April 2013 die Angebotsfreigabe für die 777X bekannt. Als Triebwerke sollen Versionen des geplanten GE9X von General Electric zum Einsatz kommen. Diese sollen jeweils mindestens 105.000 lbf (≈ 467 kN) Schub erzeugen; angepeilt sind 108.000 lbf (≈ 480 kN). Die 777-8 soll (in direkter Konkurrenz zum Airbus A350-1000) 350–375 Sitzplätze haben, bei der 777-9 sollen es 400–425 Sitzplätze sein.
Beim Programmstart am 17. November 2013 gab Boeing bekannt, dass die 777-8 (damals noch 777-8X) mit 350 Passagieren 17.220 km weit fliegen kann und die 777-9 (777-9X) mit über 400 Passagieren 15.185 km. Bei beiden Versionen werden die Spitzen der aus kohlenstofffaserverstärktem Kunststoff bestehenden Tragflächen hochklappbar sein, um am Boden Platz zu sparen. Die Spannweite variiert so zwischen 71,8 und 64,8 m. Die 777-8 wird etwa 69,5 m, die 777-9 etwa 76,5 m lang sein. Die Nutzung eines Hybrid Laminar Flow Control-Systems wurde entgegen ursprünglicher Pläne verworfen. Kabinenfenster und -breite sollen größer sein als bei den bisherigen 777-Versionen. Bei der Avionik sollen Touchscreens zum Einsatz kommen; Boeing will dazu mit Rockwell Collins zusammenarbeiten.
Die Lufthansa kündigte als erste Fluggesellschaft am 19. September 2013 an, 34 der extralangen 777-9 (damals 777-9X) zu bestellen. Letztlich blieb es bei der Festbestellung von 20 Maschinen im November 2013, aufgestockt um 7 weitere 777X im Mai 2022 (Stand: Ende Juli 2025). Bei Bekanntgabe des Programmstarts lagen für die 777X insgesamt 259 Bestellungen und Absichtserklärungen von vier Fluggesellschaften vor, von denen drei vom Persischen Golf kamen. Ende Juli 2025 waren es 551 Festbestellungen. In einer Mitteilung von Boeing an die US-amerikanische Börsenaufsicht SEC vom 2. Februar 2021 hieß es, dass Boeing durch die Lieferverzögerungen der 777X nur noch von 191 sicheren Bestellungen ausgehe. Bei den restlichen Bestellungen könnten die Kunden von einem Stornierungsrecht Gebrauch machen.

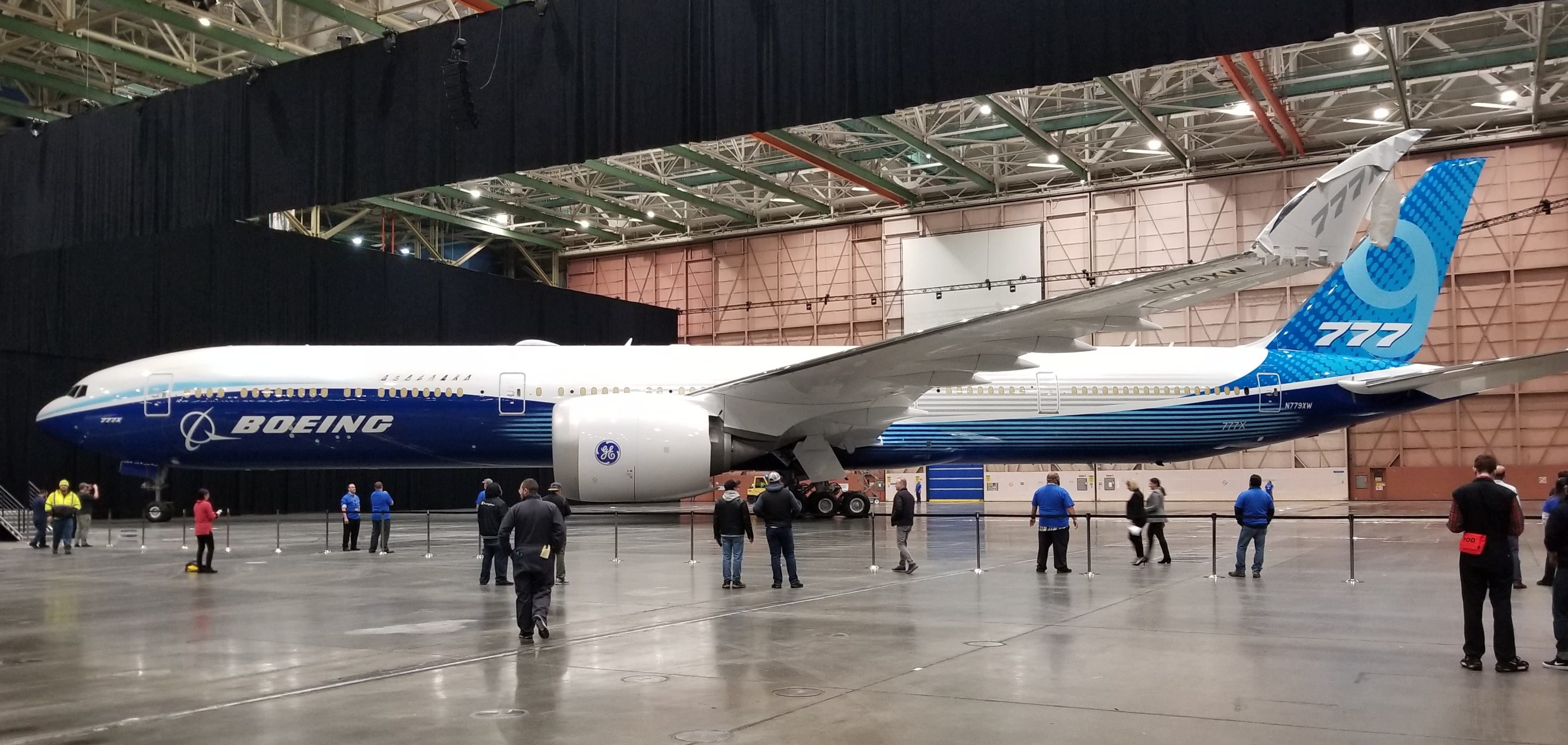
Boeing 777-9 beim Rollout

Ende November 2018 wurde beim ersten fliegenden Prototyp der Boeing 777-9 mit dem Kürzel WH001 erstmals die Elektrik eingeschaltet. Der Rollout erfolgte am 13. März 2019 in Anwesenheit von Boeing-Mitarbeitern. Auf die sonst übliche Medienpräsenz sowie Feierlichkeiten wurde aufgrund des Absturzes des Ethiopian-Airlines-Flugs 302 am 10. März 2019 verzichtet.
Im August 2019 unterbrach Boeing die Entwicklung einer Ultralangstreckenversion der 777-8, weil das Personal für die Arbeiten zur Wiederzulassung der mit Flugverbot belegten 737 MAX benötigt wurde. Im September 2019 sprang bei einem Bodentest der Boeing 777X eine der Frachttüren auf, woraufhin der Hersteller weitere Zulassungstests aussetzte.
Der bereits für den Frühsommer 2019 vorgesehene Erstflug der 777-9 wurde am 25. Januar 2020 erfolgreich durchgeführt.
In einer Pressemitteilung vom 27. Januar 2021 gab der Vorstandsvorsitzende von Boeing, David Calhoun, bekannt, dass es bei der Boeing 777X zu Verzögerungen bei der Erstauslieferung kommen werde. Boeing erwarte nun eine Lieferung nicht vor Ende 2023. Als Begründung für den neuen Zeitplan nannte er finanzielle Auswirkungen durch die COVID-19-Pandemie und erweiterte globale Zertifizierungsanforderungen. Aber auch dieser Termin verstrich ohne eine Auslieferung.
Unter der Bezeichnung 777-8F gab Boeing am 31. Januar 2022 die Entwicklung einer Frachtvariante der 777X mit einer Länge von 70,9 Metern bekannt. Die 777-8F soll auf einer Ladefläche von 766 Quadratmetern eine maximale Zuladung von 118,2 Tonnen bis zu 8167 Kilometer weit transportieren können. Erstkunde ist Qatar Airways, die 20 ihrer bestellten 777-9 auf die 777-8F umgeschrieben und 14 weitere fest bestellt hat. Ethiopian Airlines bekundete Interesse an fünf dieser Frachtmaschinen, die Lufthansa Cargo bestellte im Mai 2022 sieben Stück.
Im August 2023 aktualisierte Boeing die geplanten Dimensionen der 777-8: Statt wie ursprünglich geplant 69,8 m soll diese Variante nun wie die 777-8F ebenfalls 70,9 m lang sein. Dadurch steigt die typische Passagierkapazität auf 395 und die maximale Reichweite geringfügig auf 16.190 km.
Im August 2024 setzte Boeing die Testflüge mit den drei Prototypen der 777X aus, weil an einer der Maschinen ein Teil der Triebwerksaufhängung brach. Sie wurden im Januar 2025 fortgesetzt, womit sich voraussichtlich eine Indienststellung 2026 bei dem Erstkunden Lufthansa ergibt.

## Nutzung
Die Boeing 777ER-Modelle konkurrieren mit dem vierstrahligen Airbus A340 und dem zweistrahligen Airbus A350, die Modelle ohne ER mit dem zweistrahligen Airbus A330.
|  |

|  |

| Rang | Fluggesellschaft                | Anzahl |
| ---- | ------------------------------- | ------ |
| 1    | Emirates                        | 154    |
| 2    | United Airlines                 | 96     |
| 3    | Qatar Airways                   | 78     |
| 4    | Air France                      | 70     |
| 5    | Cathay Pacific                  | 68     |
| 6    | American Airlines               | 67     |
| 7    | British Airways                 | 57     |
| 8    | Korean Air                      | 56     |
| 9    | FedEx                           | 47     |
| 10   | All Nippon Airways              | 46     |
| 11   | AerCap                          | 45     |
| 12   | Saudia                          | 44     |
| 13   | Singapore Airlines              | 41     |
| 14   | Turkish Airlines                | 41     |
| 15   | Japan Airlines                  | 40     |
| 16   | EVA Air                         | 38     |
| 17   | BOC Aviation                    | 32     |
| 18   | China Southern Airlines         | 31     |
| 19   | KLM                             | 29     |
| 20   | Air China                       | 28     |
| 21   | Thai Airways                    | 27     |
| 22   | Air Canada                      | 25     |
| 23   | Etihad Airways                  | 25     |
| 24   | Air Lease Corporation           | 23     |
| 25   | Aeroflot                        | 21     |
| 26   | China Eastern Airlines          | 20     |
| 27   | Ethiopian Airlines              | 20     |
| 28   | Air India                       | 18     |
| 29   | Delta Air Lines                 | 18     |
| 30   | Air New Zealand                 | 16     |
| 31   | AeroLogic                       | 12     |
| 32   | Alitalia                        | 12     |
| 33   | Pakistan International Airlines | 12     |
| 34   | Swiss                           | 12     |
| 35   | China Airlines                  | 10     |
| 36   | Garuda Indonesia                | 10     |
| 37   | Kuwait Airways                  | 10     |
| 38   | LATAM Airlines                  | 10     |
| 39   | Philippine Airlines             | 10     |
| 40   | Asiana Airlines                 | 9      |
| 41   | TAAG Angola Airlines            | 8      |
| 42   | Lufthansa Cargo                 | 7      |
| 43   | Southern Air                    | 7      |
| 44   | Austrian Airlines               | 6      |
| 45   | China Cargo Airlines            | 6      |
| 46   | Egypt Air                       | 6      |
| 47   | El Al                           | 6      |
| 48   | Biman Bangladesh Airlines       | 5      |
| 49   | Virgin Australia                | 5      |
| 50   | Air Austral                     | 3      |
| 51   | Turkmenistan Airlines           | 2      |
| 52   | Ceiba Intercontinental          | 1      |
| 53   | Iraqi Airways                   | 1      |
| 54   | Mid East Jet                    | 1      |
| 55   | Royal Bruney Airlines           | 1      |

## Zwischenfälle
Seit Einführung in den Liniendienst im Jahre 1995 gab es bis Juli 2020 acht Totalverluste sowie einen weiteren Zwischenfall mit einem Toten:
- Am 5. September 2001 kam es bei der Betankung einer Boeing 777-236ER (G-VIIK) der British Airways am Flughafen Denver zu einem tödlichen Zwischenfall, als sich ein Tankschlauch löste. Aus diesem trat in der Folge unkontrolliert Kerosin aus, gleichzeitig entzündeten sich Kerosindämpfe. Bei dem anschließenden Feuer erlitt ein Mitarbeiter des Bodenpersonals schwere Verbrennungen, an denen er sechs Tage später starb (siehe auch British-Airways-Flug 2019).[46]

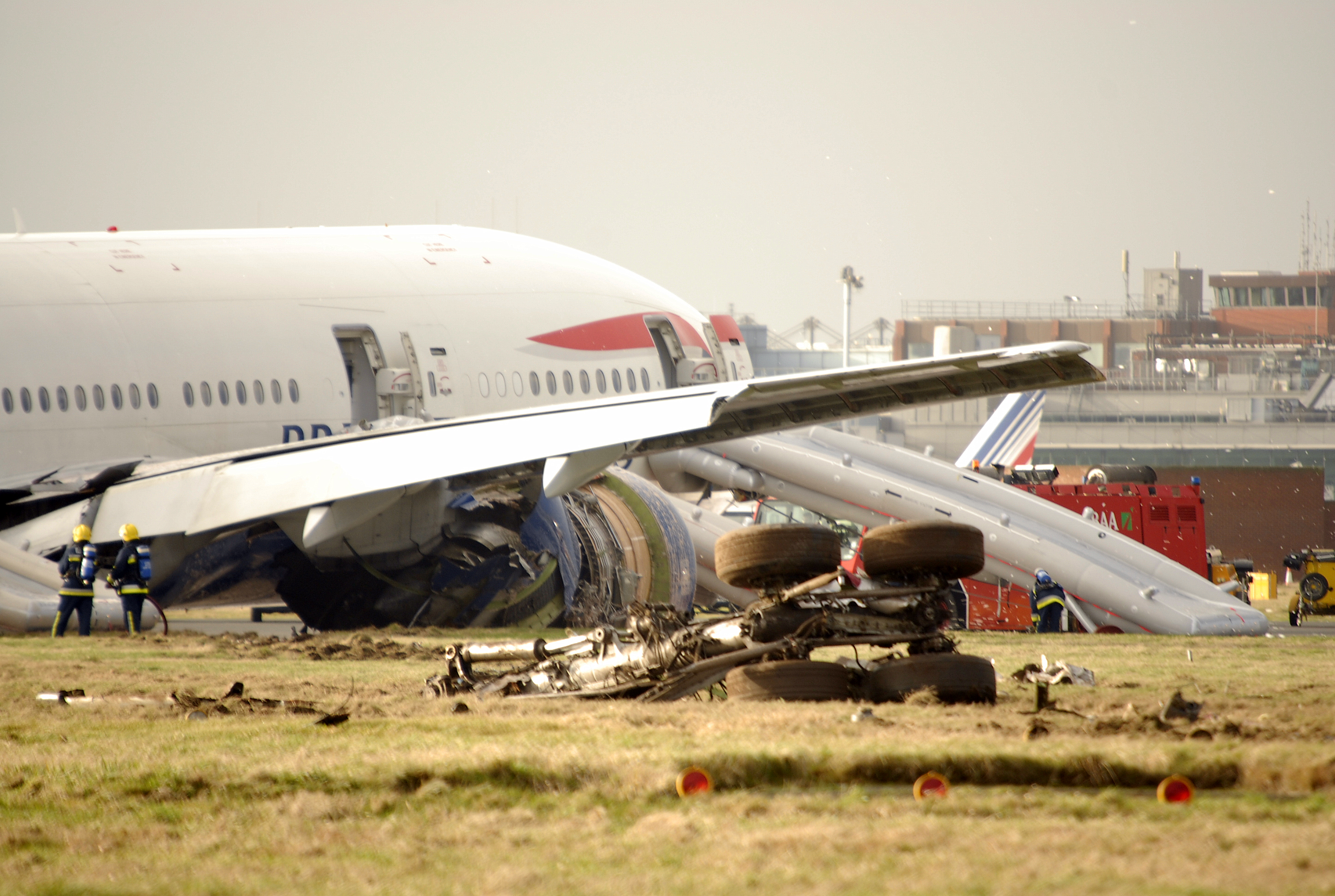
Die verunglückte G-YMMM der British Airways

- Am 17. Januar 2008 verunglückte eine Boeing 777-200ER (G-YMMM, Produktionsnummer 30314/342) auf British-Airways-Flug 38 aus Peking auf dem Londoner Flughafen Heathrow. Das Flugzeug setzte dabei 300 Meter vor Beginn der Landebahn 27L auf und wurde an Fahrwerk, Rumpf und Triebwerken so stark beschädigt, dass es als Totalschaden klassifiziert werden musste. Die 136 Passagiere und 16 Besatzungsmitglieder verließen das Flugzeug über Notrutschen, wobei eine Person ernsthaft verletzt wurde.[47][48][49] Laut Cockpitbesatzung der Maschine hatten die Triebwerke im Landeanflug nicht mehr auf Steuereingaben reagiert und zu wenig Schub geliefert. Der vorläufige Untersuchungsbericht gab als wahrscheinlichste Ursache an, dass Eis den Treibstoff-Öl-Wärmetauscher verstopfte und so für den Unfall verantwortlich war.[50] Rolls-Royce wurde aufgefordert, diese Komponente beim Trent 800 so schnell wie möglich neu zu entwerfen.

- Am 29. Juli 2011 brach ein Feuer im Cockpit einer Boeing 777-200ER (SU-GBP, Produktionsnummer 28423/71) der Egypt Air aus, als das Flugzeug noch am Gate des Flughafens Kairo zum Abflug nach Dschidda vorbereitet wurde. Passagiere und Besatzung konnten das Flugzeug unverletzt verlassen. Das Feuer wurde durch Sauerstoff angeheizt, der aus einer beschädigten Leitung austrat, was einen erheblichen Schaden verursachte. Das Flugzeug wurde daraufhin abgeschrieben, die Ursache des Feuers konnte nicht eindeutig ermittelt werden.[51]

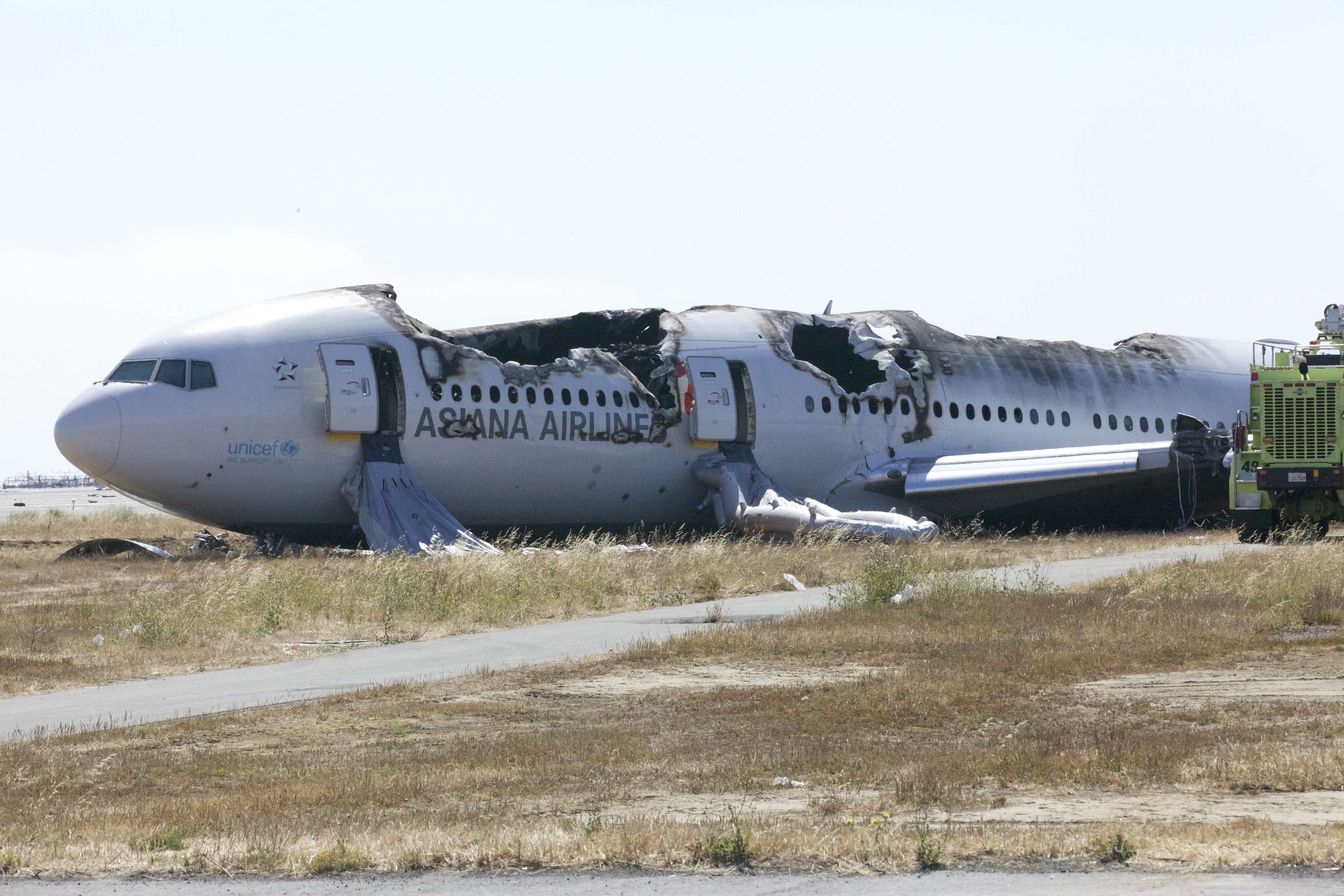
Das Wrack von Flug 214 der Asiana Airlines nach der Bruchlandung in San Francisco

- Am 6. Juli 2013 kam es auf Asiana-Airlines-Flug 214 zur Bruchlandung einer Boeing 777-200ER (HL7742, Seriennummer 29171) auf dem San Francisco International Airport.[52] Das Flugzeug kam aus Seoul-Incheon, mit Ziel San Francisco.[53][54] Drei Menschen starben.[55] Damit war dies seit Indienststellung der erste Zwischenfall einer Boeing 777, bei dem Personen an Bord des Flugzeugs getötet wurden.
- Am 8. März 2014 verschwand die Boeing 777-200ER mit dem Luftfahrzeugkennzeichen 9M-MRO auf dem Malaysia-Airlines-Flug 370 (MH370) über dem Golf von Thailand vom Radar.[56] 239 Personen befanden sich an Bord des Flugzeugs. Aufgrund aufgefangener Satellitendaten wird angenommen, dass die Maschine im südlichen Indischen Ozean, westlich von Perth, weitab von jeder Landemöglichkeit aufgeschlagen ist. Verlauf und Ursache des Unglücks sind ungeklärt.[57][58] Ein am 29. Juli 2015 auf der Insel Réunion (östlich von Madagaskar) angeschwemmtes Wrackteil konnte anhand der Seriennummer eindeutig als Trümmerteil von Flug MH370 identifiziert werden.[59]
- Am 17. Juli 2014 wurde eine Boeing 777-200ER bei Hrabowe über der Ostukraine mit einer Flugabwehrrakete des Typs Buk M1 abgeschossen. Das Passagierflugzeug mit dem Luftfahrzeugkennzeichen 9M-MRD war auf Malaysia-Airlines-Flug 17 (MH17) auf dem Weg von Amsterdam nach Kuala Lumpur.[60] Alle 283 Passagiere und 15 Crew-Mitglieder kamen ums Leben. Der Vorfall ereignete sich in dem vom militärischen Konflikt in der Ostukraine betroffenen Gebiet, wobei die Rakete aus einer unter Separatistenkontrolle stehenden Gegend gestartet wurde.[61] Am 17. November 2022 – acht Jahre nach dem Vorfall – wurden die beiden Russen Igor Girkin und Sergej Dubinski sowie der Ukrainer Leonid Chartschenko wegen Mordes zu lebenslangen Haftstrafen verurteilt. Da man ihrer nicht hatte habhaft werden können, befinden sie sich weiterhin in Freiheit.[62]
- Am 3. August 2016 verunglückte eine Boeing 777-300 der Emirates mit dem Kennzeichen A6-EMW bei der Landung in Dubai. Die Maschine operierte als Flug EK521 aus dem indischen Trivandrum und hatte 282 Passagiere und 18 Besatzungsmitglieder an Bord. Alle Personen konnten sich über Notrutschen in Sicherheit bringen, jedoch kam ein Feuerwehrmann ums Leben. Das Flugzeug brannte vollständig aus.[63][64]
- Am 29. November 2017 wurde eine nur mit einem Besatzungsmitglied besetzte 777-212ER der Singapore Airlines mit dem Kennzeichen 9V-SQK auf dem Flughafen Singapur irreparabel beschädigt, als der sie ziehende Flugzeugschlepper Feuer fing.[65]
- Am 22. Juli 2020 brannte eine Boeing 777F der Ethiopian Airlines mit dem Kennzeichen ET-ARH beim Beladen auf dem Shanghai Pudong International Airport aus, Verletzte gab es keine.[66]
- Am 21. Mai 2024 musste eine Boeing 777-300ER (Luftfahrzeugkennzeichen 9V-SWM) auf Singapore-Airlines-Flug 321 vom Flughafen London-Heathrow nach Singapur in Bangkok notlanden, nachdem während schwerer Turbulenzen 71 Personen verletzt worden waren. Ein Passagier kam ums Leben.[67]

## Technische Daten

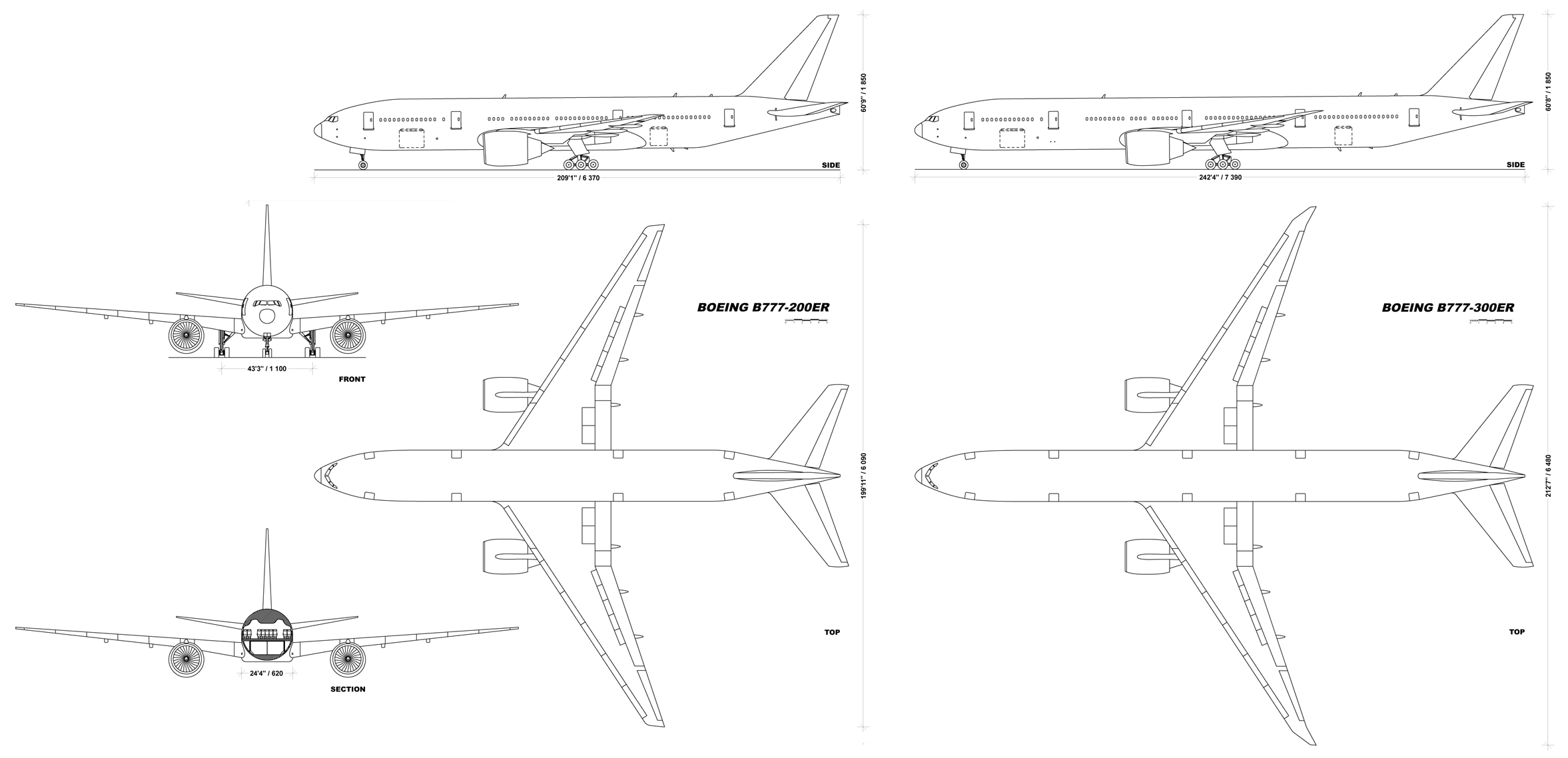
Boeing 777

| Kenngröße                        | 777-200 | 777-200ER | 777-200LR                                          | 777F                                                        | 777-300 | 777-300ER                                  | 777-8                                          | 777-8F                                                      | 777-9                                          |
| -------------------------------- | --- | --- | -------------------------------------------------- | ----------------------------------------------------------- | --- | ------------------------------------------ | ---------------------------------------------- | ----------------------------------------------------------- | ---------------------------------------------- |
| Länge                            | 63,7 m | 63,7 m | 63,7 m                                             | 63,7 m                                                      | 73,9 m | 73,9 m                                     | 70,9 m                                         | 70,9 m                                                      | 76,7 m                                         |
| Spannweite                       | 60,9 m | 60,9 m | 64,8 m                                             | 64,8 m                                                      | 60,9 m | 64,8 m                                     | 71,8 m, eingeklappt 64,8 m                     | 71,8 m, eingeklappt 64,8 m                                  | 71,8 m, eingeklappt 64,8 m                     |
| Höhe                             | 18,5 m | 18,5 m | 18,6 m                                             | 18,6 m                                                      | 18,5 m | 18,6 m                                     | 19,5 m                                         | 19,5 m                                                      | 19,5 m                                         |
| Rumpfdurchmesser                 | 6,2 m | 6,2 m | 6,2 m                                              | 6,2 m                                                       | 6,2 m | 6,2 m                                      | 6,2 m                                          | 6,2 m                                                       | 6,2 m                                          |
| Kabinenbreite                    | 5,86 m | 5,86 m | 5,86 m                                             | 5,86 m                                                      | 5,86 m | 5,86 m                                     | 5,97 m                                         | 5,97 m                                                      | 5,97 m                                         |
| max. Startmasse                  | 247.210 kg | 297.560 kg | 347.452 kg                                         | 347.450 kg                                                  | 299.370 kg | 351.534 kg                                 | 351.500 kg                                     | 351.500 kg                                                  | 351.500 kg                                     |
| max. Tankkapazität               | 117.340 l | 171.170 l | 181.280 / 202.570 l                                | 181.280 l                                                   | 171.170 l | 181.280 l                                  | k. A.                                          | k. A.                                                       | k. A.                                          |
| Geschwindigkeit                  | 896 km/h (auf 10.670 m) | 896 km/h (auf 10.670 m) | 896 km/h (auf 10.670 m)                            | 896 km/h (auf 10.670 m)                                     | 896 km/h (auf 10.670 m) | 896 km/h (auf 10.670 m)                    | k. A.                                          | k. A.                                                       | k. A.                                          |
| Reichweite                       | 9.700 km | 13.080 km | 15.843 km                                          | 9.200 km                                                    | 11.165 km | 13.649 km                                  | 16.190 km                                      | 8.167 km                                                    | 13.940 km                                      |
| min. Landestrecke (SL, ISA, MLW) | 1550 m | 1550 m | 1550 m                                             | 1900 m                                                      | 1900 m | 1900 m                                     | k. A.                                          | k. A.                                                       | k. A.                                          |
| max. Sitzplatzanzahl             | 440 | 440 | 440                                                | (max. 102,8 t Fracht) 636 m³ = 37 Paletten + 17 m³ Stückgut | 550 | 550                                        | k. A.                                          | (max. 118,2 t Fracht) 749 m³ = 44 Paletten + 17 m³ Stückgut | k. A.                                          |
| typische Sitzplatzanzahl         | 305 | 305 | 305                                                | –                                                           | 365 (380 bei dichter Bestuhlung)                                                                                                  | 365 (380 bei dichter Bestuhlung)           | 395                                            | -                                                           | 414                                            |
| Triebwerke, Schub                | 2 Pratt & Whitney PW 4077 mit je 356 kN oder 2 Rolls-Royce Trent 877 mit je 351 kN oder 2 General Electric GE90-77B mit je 363 kN | 2 Pratt & Whitney PW 4090 mit je 408 kN oder 2 Rolls-Royce Trent 895 mit je 413 kN oder 2 General Electric GE90-94B mit je 433 kN | 2 General Electric GE90-110B1 mit je 493 kN        | 2 General Electric GE90-110B1 mit je 493 kN                 | 2 Pratt & Whitney PW 4098 mit je 440 kN oder 2 Rolls-Royce Trent 892 mit je 406 kN oder 2 General Electric GE90-94B mit je 433 kN | 2 General Electric GE90-115B mit je 514 kN | 2 General Electric GE9X mit vsl. je 465–480 kN | 2 General Electric GE9X mit vsl. je 465–480 kN              | 2 General Electric GE9X mit vsl. je 465–480 kN |
| Erstflug                         | 12. Juni 1994 | 7. Oktober 1996 | 8. März 2005                                       | 14. Juli 2008                                               | 16. Oktober 1997 | 24. Februar 2003                           | unbestimmt verschoben                          | nicht bekannt                                               | 25. Januar 2020                                |
| Indienststellung                 | 7. Juni 1995 (United Airlines) | 9. Februar 1997 (British Airways)                                                                                                 | 26. Februar 2006 (Pakistan International Airlines) | 19. Februar 2009 (Air France Cargo)                         | 27. Mai 1998 (Cathay Pacific) | 29. April 2003 (Air France)                | unbestimmt verschoben                          | für 2027 geplant                                            | für 2026 geplant                               |